# Ivan Southall
Ivan Southall (Melbourne, 8 juni 1921 - 15 november 2008) was een Australisch auteur, die vooral bekend was als jeugdschrijver. Southall schreef ook novellen, essays en managementboeken. Hij schreef in totaal ong. 40 jeugdboeken, die in meer dan 20 talen vertaald werden, ook in het Nederlands.
Kenmerkend aan Southall is de ernst, die te zien is in zijn stijl en in de verhalen en de hoofdfiguren in zijn werken. De kinderen uit zijn boeken lachen niet en mogen niet kinderlijk of kinderachtig zijn, wanneer de schrijver hen onderwerpt aan beproevingen die moed en standvastigheid vereisen. Zijn boeken eindigen vaak niet met een optimistische noot.
Southall stierf in 2008 aan kanker.

## Werken
- 1950 - 1961 - verschillende afleveringen van de Simon Black-reeks
- 1962 - Hills End
- 1965 - Ash road
- 1967 - The fox hole
- 1967 - To the wild sky
- 1968 - Let the balloon go
- 1969 - Finn’s folly
- 1970 - Chinaman’s Reef is ours
- 1970 - Bread and honey
- 1971 - Josh
- 1972 - Over the top
- 1973 - Matt and Jo
- 1977 - What about tomorrow
- 1977 - King of the sticks
- 1983 - The long night watch
- 1984 - A city out of sight (vervolg op To the wild sky)
- 1986 - Rachel
- 1988 - Blackbird
- 1990 - The mysterious world of Marcus Leadbeater
- 1997 - Ziggurat

## Prijzen
- Australische kinderboekenprijs (meermaals)
- Carnegie Medal (1971 voor Josh)
- Zilveren Griffel (1972)
- Phoenix Award (2003 voor The long night watch)
- Australisch Dromkeen medaille (2003 voor zijn levenswerk)

- Biblioteca Nacional de España: XX1000730
- Bibliothèque nationale de France: cb119252768 (data)
- CiNii: DA03961294
- Digitale Bibliotheek voor de Nederlandse Letteren: sout015
- Gemeinsame Normdatei: 133996352
- International Standard Name Identifier: 0000 0000 8388 2686
- Library of Congress Control Number: n80038432
- Nationale Bibliotheek van Letland: 000018811
- Bibliotheek van het Japanse parlement: 00457211
- Nationale Bibliotheek van Tsjechië: xx0003450
- Nationale bibliotheek van Australië: 35052368
- Nationale Bibliotheek van Israël: 987007271780905171
- Nederlandse Thesaurus van Auteursnamen: 069683441
- SNAC: w60s0d4h
- Système universitaire de documentation: 067031196
- Trove: 462577
- Virtual International Authority File: 62752550
- WorldCat: E39PBJvCRK46mHB7qGM8QGrXh3

1. ↑  https://www.slv.vic.gov.au/about-us/scholarships-awards/dromkeen-awards/dromkeen-medal/previous-recipients; geraadpleegd op: 16 augustus 2024.
2. ↑  https://honours.pmc.gov.au/honours/awards/870111; Australian Honours Search Facility; Australian Honours-identificatiecode: 870111.